# Tamara Michailowna Melnikowa

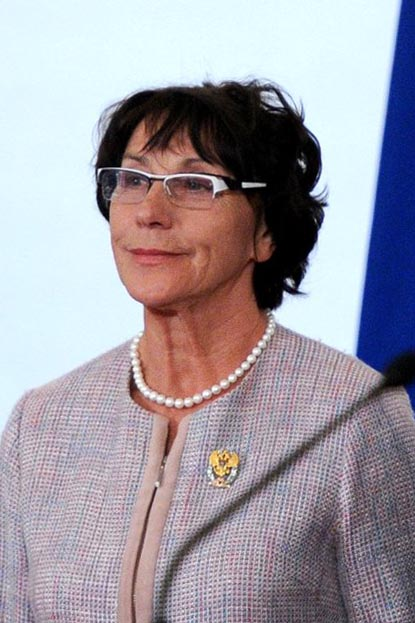
Tamara Michailowna Melnikowa

Tamara Michailowna Melnikowa (russisch Тамара Михайловна Мельникова; * 15. November 1940 in Jarmolinzy) ist eine sowjetische bzw. russische Museologin.

## Leben
Nach dem Studium an dem nach Wissarion Belinski benannten Staatlichen Pädagogischen Institut Pensa in der Historisch-Philologischen Fakultät mit Abschluss 1962 war Melnikowa Lehrerin für Russische Sprache an einer achtjährigen Schule in der Oblast Pensa, um dann nach Pensa zu wechseln.
Ab 1968 arbeitete Melnikowa als wissenschaftliche Senior-Mitarbeiterin im Staatlichen Lermontow-Museumsreservat Tarchany im Dorf Lermontowo, Rajon Belinski, Oblast Pensa. Dort wurde sie schließlich wissenschaftliche Vizedirektorin.

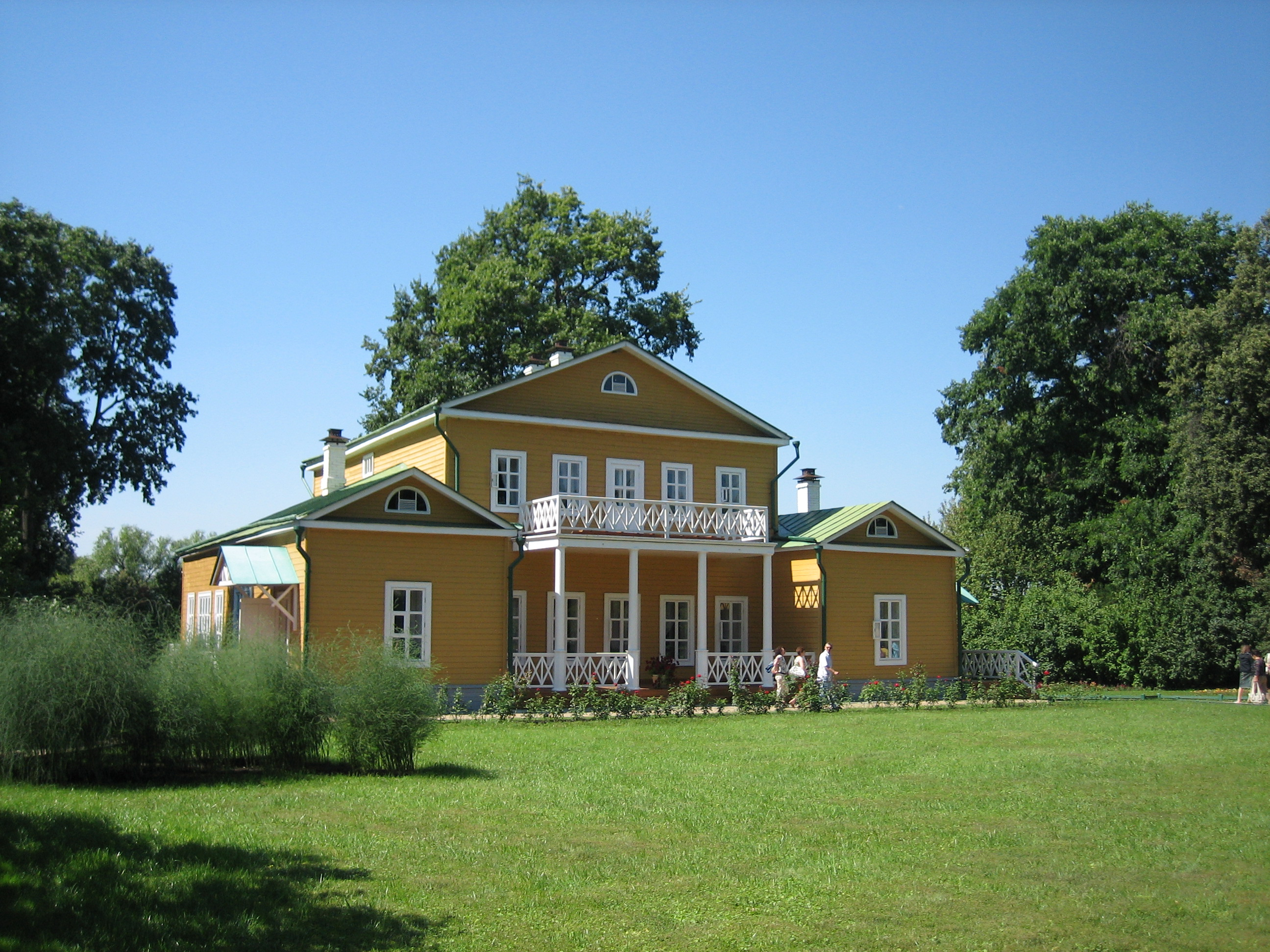
Tacharny

Direktorin des Museumsreservats wurde Melnikowa 1978. Die Sammlungen wurden vervollständigt. Restauriert wurden die Kapelle auf Lermontows Grab (1978–1994), die Kirche der Maria von Ägypten und des Erzengels Michael (1983–1985), das Museumshaus (1990–1997) u. a. Sie beteiligte sich an der Organisation des Kuprin-Museums im Dorf Narowtschat (Oblast Pensa), an der Gründung der Gedenkausstellung des Bedinski-Museums und an der Restaurierung des Radischtschew-Kunstmuseums in Saratow.
In den 1990er Jahren begann Melnikowa erstmals in Russland in Tarchany Bauernhöfe und Teile eines adligen Landguts des 19. Jahrhunderts restaurieren und in einen betriebsbereiten Zustand versetzten zu lassen. Unter ihrer Leitung wurde 1998–2000 das Herrschaftshaus generalsaniert mit Wiederherstellung der Innenarchitektur.
Am Ende ihrer Arbeit als Direktorin wurde sie 2023 Präsidentin des Museumsreservats Tarchany.

## Ehrungen, Preise
- Orden der Völkerfreundschaft (1980)[1]
- Goldmedaille der Ausstellung der Errungenschaften der Volkswirtschaft der UdSSR (1982)[1]
- Verdiente Kulturarbeiterin der RSFSR (1986)
- Ehrenurkunde des Präsidenten des Obersten Sowjets der Russischen Föderation (1993)[3]
- Orden der Ehre (Russland) (2008)[4]
- Preis der Regierung der Russischen Föderation im Bereich Kultur (2008)[5]
- Staatspreis der Russischen Föderation im Bereich Literatur und Kunst (2016)[6]
- Ehrenbürgerin der Oblast Pensa (2016)[7]
- Alexander-Newski-Orden (2020)[8]